# Bautista Rubio
Bautista Rubio (Buenos Aires, ca. 1947) fue un deportista argentino que compitió en atletismo adaptado, que se destacó por ser uno de los medallistas paralímpicos de ese país. Rubio ganó una medalla de bronce en los Juegos Paralímpicos de Tel Aviv 1968, en la posta 4x40 en silla de ruedas.
Por sus logros deportivos fue reconocido en Argentina como Maestro del Deporte. En su memoria lleva su nombre el Gimnasio del Centro de Recreación y Deportes del Servicio Nacional de Recreación, ubicado en la calle Ramsay 2250, de la Ciudad de Buenos Aires.

## Carrera deportiva

### Juegos Paralímpicos de Tel Aviv 1968
El desempeño del equipo argentino de atletismo en Tel Aviv fue sobresaliente, ocupando la tercera posición en el medallero del deporte (detrás de Estados Unidos y el país anfitrión).
| Tel Aviv 1968 Atletismo Medallero | Tel Aviv 1968 Atletismo Medallero | Tel Aviv 1968 Atletismo Medallero | Tel Aviv 1968 Atletismo Medallero | Tel Aviv 1968 Atletismo Medallero | Tel Aviv 1968 Atletismo Medallero |
|                                   | País                              |                                   |                                   |                                   | Total                             |
| --------------------------------- | --------------------------------- | --------------------------------- | --------------------------------- | --------------------------------- | --------------------------------- |
| 1                                 | Estados Unidos                    | 16                                | 11                                | 16                                | 43                                |
| 2                                 | Israel                            | 9                                 | 11                                | 12                                | 32                                |
| 3                                 | Argentina                         | 9                                 | 8                                 | 8                                 | 25                                |
| Fuente: IPC.                      |                                   |                                   |                                   |                                   |                                   |

| Atletismo Varones Posta 4x40 abierto Participantes: 13 | Atletismo Varones Posta 4x40 abierto Participantes: 13 | Atletismo Varones Posta 4x40 abierto Participantes: 13 | Atletismo Varones Posta 4x40 abierto Participantes: 13 | Atletismo Varones Posta 4x40 abierto Participantes: 13 |
|                                                        | Atleta                                                 | País                                                   | Tiempo                                                 |                                                        |
| ------------------------------------------------------ | ------------------------------------------------------ | ------------------------------------------------------ | ------------------------------------------------------ | ------------------------------------------------------ |
| 1                                                      | Roman Chess Branum Gary Odorowski                      | Estados Unidos                                         | 38.6                                                   |                                                        |
| 2                                                      | Moretti S. Martin Munro Gary Hooper                    | Australia                                              | 39.8                                                   |                                                        |
| 3                                                      | Carlos Carranza Jorge Diz Hugo Loto Bautista Rubio     | Argentina                                              | 40.7                                                   |                                                        |
| Fuente: IPC.                                           |                                                        |                                                        |                                                        |                                                        |